# Literaturliste zum Thema Zweiter Weltkrieg
Diese Literaturliste zum Thema Zweiter Weltkrieg (von September 1939 bis September 1945) enthält überwiegend Werke zum gesamten Verlauf des Kriegs an beiden großen Schauplätzen und seiner Einordnung in die Politikgeschichte.
Es existiert zum Pazifikkrieg eine separate Liste.
Diese Liste wissenschaftlicher Literatur ist alphabetisch nach Autoren geordnet und beinhaltet in ihren Nennungen keine Wertung. Des Weiteren erhebt sie nicht den Anspruch der Vollständigkeit. Weitere Literaturangaben finden sich in einzelnen Artikeln, die im Hauptartikel verlinkt sind. Die Forschungsgeschichte über den Krieg in Deutschland und weltweit ist noch darzustellen.

## Literatur nach Autoren-Namen

### A bis K
- Antony Beevor: Der Zweite Weltkrieg. Bertelsmann, München 2014, ISBN 978-3-570-10065-3. (Originalausgabe: The Second World War. W & N, London 2012.)
- Horst Boog, Gerhard Krebs, Detlev Vogel: Das Deutsche Reich in der Defensive. Strategischer Luftkrieg in Europa, Krieg im Westen und in Ostasien 1943–1944/45. Stuttgart München 2001 (= Das Deutsche Reich und der Zweite Weltkrieg, Band 7, hrsg. vom Militärgeschichtlichen Forschungsamt).
- Susanne Buckley-Zistel, Thomas Kater: Nach Krieg, Gewalt und Repression. Vom schwierigen Umgang mit der Vergangenheit. Baden-Baden 2011.
- Stephan Burgdorff, Klaus Wiegrefe (Hrsg.): Der 2. Weltkrieg. Wendepunkt der deutschen Geschichte. Goldmann, München 2007.
- Danielle Costelle, Isabelle Clarke: Der Krieg. Menschen im Zweiten Weltkrieg. Bucher, München 2010.
- Thomas J. Cutler: Entscheidung im Pazifik. Ullstein, Berlin / Frankfurt am Main 1996, ISBN 3-550-07081-0.
- Kathrin Dräger: Hiroshima und Nagasaki als Endpunkte einer Konflikteskalation. Ein Beitrag zur Debatte über die Atombombenabwürfe. Tectum, Marburg  2009, ISBN 978-3-8288-2045-6.
- Wilhelm Deist u. a.: Ursachen und Voraussetzungen des Zweiten Weltkrieges. Fischer, Frankfurt am Main 1991, ISBN 3-596-24432-3.
- Peter Doyle: Der Zweite Weltkrieg in Zahlen. Bucher Verlag 2015, ISBN 978-3-7658-2038-0.
- Henrik Eberle: Hitlers Weltkriege. Wie der Gefreite zum Feldherrn wurde. Hoffmann & Campe, Hamburg 2014, ISBN 978-3-455-50265-7.
- Jörg Echternkamp: Die 101 wichtigsten Fragen – Der Zweite Weltkrieg. C. H. Beck, München 2010, ISBN 978-3-406-59314-7.
- Richard J. Evans: Das Dritte Reich. Band 3: Krieg. DVA, München 2009, ISBN 978-3-421-05800-3.
- Michael Freund: Der zweite Weltkrieg.Bertelsmann, Gütersloh 1962.
- Karl-Heinz Frieser (Hrsg.): Die Ostfront 1943/44. Der Krieg im Osten und an den Nebenfronten. Stuttgart 1984 (= Das Deutsche Reich und der Zweite Weltkrieg, Band 8, hrsg. vom Militärgeschichtlichen Forschungsamt).
- Generalstab des Heeres: Der Zweite Weltkrieg im Kartenbild. Ein Lageatlas der Operationsabteilung des Generalstabs des Heeres. Maßstab 1:3000000. Biblio-Verlag, 1989, ISBN 3-7648-1760-7.
- Christian Gerlach: Krieg, Ernährung, Völkermord. Forschungen zur deutschen Vernichtungspolitik im Zweiten Weltkrieg. Hamburger Edition, Hamburg 1998, ISBN 3-930908-39-5.
- Lothar Gruchmann: Der Zweite Weltkrieg. Kriegführung und Politik (dtv-Weltgeschichte des 20. Jahrhunderts). dtv, München 1985, ISBN 3-423-04010-6.
- Tsuyoshi Hasegawa: The End of the Pacific War. Stanford University Press, Stanford, California, 2007.
- Christian Hartmann: Unternehmen Barbarossa. Der deutsche Krieg im Osten 1941–1945. C. H. Beck, München 2011, ISBN 978-3-406-61226-8.
- John Keegan: Der Zweite Weltkrieg. Rowohlt, Reinbek 2004, ISBN 3-87134-511-3.
- Manfred Kehrig: Stalingrad. Analyse und Dokumentation einer Schlacht. DVA, Stuttgart 1979, ISBN 3-421-01653-4.
- Paul Kennedy: Der Kampf im Pazifik. Moewig, München 1981, ISBN 3-8118-4311-7.
- Ian Kershaw: Wendepunkte. Schlüsselentscheidungen im Zweiten Weltkrieg 1940/41. 2. Auflage. DVA, München 2008, ISBN 978-3-421-05806-5.
- Ian Kershaw: Das Ende. Kampf bis in den Untergang. NS-Deutschland 1944/45. DVA, München 2011, ISBN 978-3-421-05807-2.
- Ian Kershaw: Höllensturz. Europa 1914 bis 1949. DVA, München 2016, ISBN 978-3-421-04722-9.
- Gerhard Krebs:  Der Krieg im Pazifik 1943–1945. In: Das Deutsche Reich und der Zweite Weltkrieg. Hrsg. v. Militärgeschichtlichen Forschungsamt. Band 7: Das Deutsche Reich in der Defensive – Strategischer Luftkrieg in Europa, Krieg im Westen und in Ostasien 1943 bis 1944/45. Deutsche Verlags-Anstalt, Stuttgart 2001, ISBN 3-421-05507-6, S. 643–771.
- Nikolai Krylow: Stalingradskij Rubez Stalingrad-Die entscheidende Schlacht des Zweiten Weltkrieges. Pahl-Rugenstein, Köln 1981, ISBN 3-7609-0624-9.
- Andreas Kunz: Wehrmacht und Niederlage. Die bewaffnete Macht in der Endphase der nationalsozialistischen Herrschaft 1944 bis 1945. München 2005.

### L bis P
- Peter Longerich: Hitler. Biographie. Siedler, München 2015, ISBN 978-3-8275-0060-1. (Teile VI und VII).
- Walter Lord: Die Schlacht um Midway. Scherz, München 1982, ISBN 3-502-18417-8.
- Alexander Lüdeke: Der Zweite Weltkrieg. Ursachen, Ausbruch, Verlauf, Folgen. Parragon Books, Bath (UK) 2007.
- Geoffrey P. Megargee: Hitler und die Generäle. Das Ringen um die Führung der Wehrmacht 1933–1945. Ferdinand Schöningh, Paderborn 2006, ISBN 3-506-75633-8. Erstausgabe: Inside Hitler's High Command. University Press of Kansas, Lawrence 2000, ISBN 0-7006-1015-4.
- Manfred Messerschmidt: Größte Härte… Verbrechen der Wehrmacht in Polen September/Oktober 1939. (PDF; 2,11 MB; Kriegsverbrechen der Wehrmacht)
- Wolfgang Michalka: Der Zweite Weltkrieg. Analysen, Grundzüge, Forschungsbilanz. Im Auftrag des Militärgeschichtlichen Forschungsamtes, Piper, München 1989, ISBN 3-492-10811-3. (2. Auflage 1990).
- Militärgeschichtliches Forschungsamt der Bundeswehr: Das Deutsche Reich und der Zweite Weltkrieg (10 Bände). DVA, 1978–2008, DNB 550799079
- Rolf-Dieter Müller: Der Zweite Weltkrieg (= Handbuch der deutschen Geschichte. Band 21). Klett-Cotta, Stuttgart 2004, ISBN 3-608-60021-3.
- Rolf-Dieter Müller, Gerd R. Ueberschär: Hitlers Krieg im Osten 1941–1945. Ein Forschungsbericht. Wissenschaftliche Buchgesellschaft, Darmstadt 2000, ISBN 3-534-14768-5.
- Birgit Morgenrath (Hrsg.): Unsere Opfer zählen nicht. Die Dritte Welt im Zweiten Weltkrieg. Assoziation A, Berlin 2005, ISBN 3-935936-26-5.
- John Mosier: The Blitzkrieg Myth: How Hitler and the Allies Misread the Strategic Realities of World War II. HarperCollins, 2004, ISBN 0-06-000977-2.
- Sönke Neitzel, Bernd Heidenreich (Hrsg.): Medien im Nationalsozialismus. Schöningh, Paderborn 2010, ISBN 978-3-506-76710-3.
- Sönke Neitzel, Harald Welzer: Soldaten. Protokolle vom Kämpfen, Töten und Sterben. S. Fischer Verlag, Frankfurt am Main 2011, ISBN 978-3-10-089434-2. („Eine erschreckende Innenansicht des Zweiten Weltkriegs“).
- Erwin Oberländer (Hrsg.): Hitler-Stalin-Pakt. Das Ende Ostmitteleuropas? Fischer Taschenbuch Verlag, Frankfurt am Main 1989, ISBN 3-596-24434-X.
- Rüdiger Overmans: Deutsche militärische Verluste im Zweiten Weltkrieg. 3. Auflage. R. Oldenbourg Verlag, München 2004, ISBN 3-486-20028-3.
- Richard Overy: Die Wurzeln des Sieges: Warum die Alliierten den Zweiten Weltkrieg gewannen. rororo, Reinbek 2002, ISBN 3-499-61314-X.
- Richard Overy: Der Bombenkrieg. Europa 1939–1945. deutsch von Hainer Kober. Rowohlt, Berlin 2014, ISBN 978-3-87134-782-5.
- Richard Overy: Total War II: The Second World War. In: Charles Townshend (Hrsg.): The Oxford History of Modern War. 2005
- Der Große Ploetz. Die Enzyklopädie der Weltgeschichte. Freiburg im Breisgau 2008, 35. Aufl. ISBN 978-3-86941-418-8. (begründet 1863 von Karl Julius Ploetz)
- Dieter Pohl: Die Herrschaft der Wehrmacht. Deutsche Militärbesatzung und einheimische Bevölkerung in der Sowjetunion 1941–1944. München 2008.

### R bis Z
- Werner Rahn: Der Krieg im Pazifik. In: Das Deutsche Reich und der Zweite Weltkrieg. Hrsg. v. Militärgeschichtlichen Forschungsamt. Band 6. Die Ausweitung zum Weltkrieg und der Wechsel der Initiative 1941–1943. Deutsche Verlags-Anstalt, Stuttgart 1990, ISBN 3-421-06233-1, S. 173–271.
- L.V. Richard: Inselspringer im Pazifik. Moewig, Rastatt 1985, ISBN 3-8118-4346-X.
- Horst Rohde: Hitlers erster „Blitzkrieg“ und seine Auswirkungen auf Nordosteuropa. In „Das Deutsche Reich und der Zweite Weltkrieg“; Band 2). DVA, Stuttgart 1979
- Friedrich Ruge, Entscheidung im Pazifik (Die Ereignisse im Stillen Ozean 1941–1945), Rütten & Loening, Hamburg 1961
- Michael Schneider: In der Kriegsgesellschaft. Arbeiter und Arbeiterbewegung 1939 bis 1945. J.H.W. Dietz Nachf., Bonn 2014, ISBN 978-3-8012-5038-6.
- Gerhard Schreiber: Der Zweite Weltkrieg (= Beck’sche Reihe 2164). 5. Auflage, Beck, München 2013, ISBN 978-3-406-44764-8.
- Gerhard Schreiber: Hitler-Interpretationen 1923–1983. Ergebnisse, Methoden und Probleme der Forschung. Wissenschaftliche Buchgesellschaft, Darmstadt 1984, ISBN 3-534-07081-X. (2., verbesserte und durch eine annotierte Bibliographie für die Jahre 1984–1987 ergänzte Auflage 1988)
- Jan Erik Schulte: Zwangsarbeit und Vernichtung: Das Wirtschaftsimperium der SS. Oswald Pohl und das SS-Wirtschafts-Verwaltungshauptamt 1933–1945. Schöningh, Paderborn 2001, ISBN 3-506-78245-2.
- Timothy Snyder: Bloodlands. Europa zwischen Hitler und Stalin. C. H. Beck, München 2011, ISBN 978-3-406-62184-0; englischsprachige Erstausgabe: London 2010, ISBN 978-0-224-08141-2 (auch zum dt. Hungerplan)
- Charles Townshend (Hrsg.): The Oxford History of Modern War. Oxford University Press, Oxford 2005.
- Adam Tooze: Ökonomie der Zerstörung. Die Geschichte der Wirtschaft im Nationalsozialismus. Siedler Verlag, 2007, ISBN 978-3-88680-857-1.
- Harry Thürk: Midway. Die Wende des Pazifik-Krieges. Brandenburgisches Verlag, Berlin 1992, ISBN 3-89488-040-6.
- Wassili Iwanowitsch Tschuikow: Die Schlacht des Jahrhunderts. Militärverlag der DDR, Berlin 1988, ISBN 3-327-00637-7.
- Gerhard L. Weinberg: Eine Welt in Waffen. Die globale Geschichte des Zweiten Weltkriegs. DVA, Stuttgart 1995, ISBN 3-421-05000-7.
- Bernd-Jürgen Wendt: Deutschland 1933–1945. Das „Dritte Reich“. Handbuch zur Geschichte. Fackelträger, Hannover 1995, ISBN 3-7716-2209-3.
- Wolfram Wette, Gerd R. Ueberschär (Hrsg.): Stalingrad. Mythos und Wirklichkeit einer Schlacht. Erweiterte 5. Auflage. Fischer, Frankfurt am Main 2012, ISBN 978-3-596-19511-4.
- Andrew Wiest, Gregory L. Mattson: Krieg im Pazifik 1941–1945. Tosa, Wien, 2002, ISBN 3-85492-483-6.
- Hedley Paul Willmott: Der zweite Weltkrieg im Pazifik. Brandenburgisches Verlagshaus, 1999, ISBN 3-89488-138-0.
- Heinrich August Winkler: Geschichte des Westens. Die Zeit der Weltkriege 1914–1945. Beck, München 2011.
- Christian Zentner (Hrsg.): Drittes Reich und Zweiter Weltkrieg. Tigris Verlag, 1989, ISBN 3-632-98921-4.
- John Zimmermann: Pflicht zum Untergang. Die deutsche Kriegführung im Westen des Reiches 1944/45. Verlag Ferdinand Schöningh, Paderborn 2009, ISBN 978-3-506-76783-7. (Zeitalter der Weltkriege, Band 4).

## Zur Vorgeschichte des Kriegs
- P.M.H. Bell: The Origins of the Second World War in Europe. Longman, 1997, ISBN 0-582-30470-9.
- Andrew J. Crozier: The causes of the Second World War. Blackwell, Oxford 1997, ISBN 0-631-17128-2.
- Wilhelm Deist u. a.: Ursachen und Voraussetzungen des Zweiten Weltkrieges. Fischer, Frankfurt am Main 1991, ISBN 3-596-24432-3 (früherer Titel: Ursachen und Voraussetzungen der deutschen Kriegspolitik).
- Ludwig Denne: Das Danzig-Problem in der deutschen Außenpolitik 1934–1939. Röhrscheid Verlag, Bonn 1959.
- Richard J. Evans: Das Dritte Reich. Band 2/I-II: Diktatur. DVA, München 2006, ISBN 3-421-05653-6.
- Ernst Fraenkel: The Dual State. A Contribution to the Theory of Dictatorship. Transl. from the German by E. A. Shils, in collaboration with Edith Lowenstein and Klaus Knorr, Oxford University Press, New York, 1941
- Hermann Graml: Europas Weg in den Krieg. Hitler und die Mächte 1939. Oldenbourg Verlag, München 1990, ISBN 3-486-55151-5.
- Angela Hermann: Der Weg in den Krieg 1938/39. Quellenkritische Studien zu den Tagebüchern von Joseph Goebbels. München 2011, ISBN 978-3-486-70513-3.
- Klaus Hildebrand (Hrsg.): 1939. An der Schwelle zum Weltkrieg. de Gruyter, Berlin 1990, ISBN 3-11-012596-X.
- Klaus Hildebrand, Karl Ferdinand Werner (Hrsg.): Deutschland und Frankreich 1936–1939. 15. Deutsch-französisches Historikerkolloquium des Deutschen Historischen Instituts Paris (Beihefte der Francia, 10), München/Zürich (Artemis) 1981, ISBN 3-7608-4660-2. Online auf perspectivia.net
- Walther Hofer (Hrsg.): Die Entfesselung des Zweiten Weltkrieges. Eine Studie über internationale Beziehungen im Sommer 1939. LIT-Verlag, Münster 2007, ISBN 978-3-8258-0383-4.
- Hans-Adolf Jacobsen: Nationalsozialistische Außenpolitik 1933–1938. Verlag Metzner, Frankfurt am Main 1968.
- Erich Kosthorst: Die Geburt der Tragödie aus dem Geist des Gehorsams. Deutschlands Generäle und Hitler. Bouvier, Bonn 1998, ISBN 3-416-02755-8.
- Richard Lamb: Der verfehlte Frieden. Englands Außenpolitik 1935–1945. Ullstein, Frankfurt am Main 1989, ISBN 3-550-07648-7.
- Rudolf A. Mark (Hrsg.): Vernichtung durch Hunger: der Holodomor in der Ukraine und der UdSSR. Berliner Wissenschaftsverlag BWV, Berlin 2004, ISBN 3-8305-0883-2. (Holodomor)
- Wolfgang Michalka (Hrsg.): Nationalsozialistische Aussenpolitik (= Wege der Forschung. Band 297). Wissenschaftliche Buchgesellschaft, Darmstadt 1978, ISBN 3-534-07245-6.
- Wolfgang Michalka: Ribbentrop und die deutsche Weltpolitik, 1933–1940. Aussenpolitische Konzeptionen und Entscheidungsprozesse im Dritten Reich (= Veröffentlichungen des Historischen Instituts der Universität Mannheim. Band 5). Fink, München 1980, ISBN 3-7705-1400-9.
- Marie-Luise Recker: Die Außenpolitik des Dritten Reiches. Oldenbourg-Verlag, München 1990, ISBN 3-486-55501-4.
- Hans-Erich Volkmann (Hrsg.): Ende des Dritten Reiches – Ende des Zweiten Weltkriegs. Eine perspektivische Rückschau, Zürich 1995.
- Gerhard L. Weinberg: Hitler's foreign policy. The road to World War II, 1933–1939. Enigma Books, New York 2005, ISBN 1-929631-27-8 (früherer Titel „The foreign policy of Hitler's Germany“)
- Bernd-Jürgen Wendt: Großdeutschland. Außenpolitik und Kriegsvorbereitung des Hitler-Regimes. Dtv, München 1987, ISBN 3-423-04518-3.

## 1939, der Krieg gegen Polen

### Vorgeschichte
- Walther Hofer: Die Entfesselung des Zweiten Weltkrieges. Lit Verlag, Wien [u. a.] 2007, ISBN 978-3-8258-0383-4 (basierend auf Hofers Buch Die Entfesselung des Zweiten Weltkrieges. Eine Studie über die internationalen Beziehungen im Sommer 1939. DVA 1954 bzw. auf seiner Habilitationsschrift Die europäischen Mächte und der Ausbruch des zweiten Weltkrieges. FU Berlin, 1952).
- Tomasz Lubienski: 1939. Noch war Polen nicht verloren. Edition.fotoTAPETA, Berlin 2010, ISBN 978-3-940524-08-9 (Originaltitel: 1939 Zaczelo sie we wrzesniu. Übersetzt von Antje Ritter-Jasinska.)
- Erwin Oberländer (Hrsg.): Hitler-Stalin-Pakt. Das Ende Ostmitteleuropas? Fischer Taschenbuch Verlag, Frankfurt am Main 1989, ISBN 3-596-24434-X.
- Manfred Messerschmidt: Außenpolitik und Kriegsvorbereitungen. In: Wilhelm Deist, Manfred Messerschmidt, Hans-Erich Volkmann und Wolfram Wette: Das Deutsche Reich und der Zweite Weltkrieg, Band 1: Ursachen und Voraussetzungen der deutschen Kriegspolitik, herausgegeben vom Militärgeschichtlichen Forschungsamt, DVA, Stuttgart 1979, ISBN 3-421-01934-7.
- Horst Rohde: Hitlers erster „Blitzkrieg“ und seine Auswirkungen auf Nordosteuropa. In: Klaus A. Maier, Horst Rohde, Bernd Stegemann, Hans Umbreit: Das Deutsche Reich und der Zweite Weltkrieg, Band 2: Die Errichtung der Hegemonie auf dem europäischen Kontinent. herausgegeben vom Militärgeschichtlichen Forschungsamt, DVA, Stuttgart 1979, ISBN 3-421-01935-5, S. 79–156. (zu Planungs- und Aufmarschphase, weniger Kampfhandlungen)
- Herbert Schindler: Mosty und Dirschau 1939 – Zwei Handstreiche der Wehrmacht vor Beginn des Polenfeldzuges. Rombach, Freiburg 1971, ISBN 3-7930-0151-2. (zu zwei Kommandounternehmen vom 26. August 1939)
- Günter Wollstein: Die Politik des nationalsozialistischen Deutschlands gegenüber Polen 1933–1939/45. In: M. Funke (Hrsg.): Hitler, Deutschland und die Mächte – Material zur Außenpolitik des Dritten Reichs. Düsseldorf 1976.

### Kriegsverlauf in Polen
- Der Zweite Weltkrieg im Kartenbild. Band 1. Der Polenfeldzug. Ein Lageatlas der Operationsabteilung des Generalstabs des Heeres. Maßstab 1:3000000. Biblio-Verlag, 1989, ISBN 3-7648-1760-7.
- Rolf Elble: Die Schlacht an der Bzura im September 1939 aus deutscher und polnischer Sicht. Freiburg 1975, ISBN 3-7930-0174-1. (zur Verschiedenheit der Heere und einer polnischen Operation)
- Janusz Piekałkiewicz: Polenfeldzug. Hitler und Stalin zerschlagen die Polnische Republik. Augsburg 1998, ISBN 3-86047-907-5. (zur polnischen Sicht, mit vielen bislang unbekannten Bildern und Zeitdokumenten)
- Bertil Stjernfelt, Klaus-Richard Böhme: Westerplatte 1939. Rombach, Freiburg 1978, ISBN 3-7930-0182-2. (Standardwerk)
- Jochen Böhler: Der Überfall. Deutschlands Krieg gegen Polen. Eichborn, Frankfurt am Main 2009, ISBN 978-3-8218-5706-0.

### Erste Kriegsverbrechen
- Jochen Böhler (Hrsg.): „Größte Härte …“. Verbrechen der Wehrmacht in Polen September – Oktober 1939. Fibre, Osnabrück 2005, ISBN 3-938400-07-2. (Ausstellungskatalog und zwei Aufsätze)
- Jochen Böhler: Auftakt zum Vernichtungskrieg. Die Wehrmacht in Polen 1939. Eine Publikation des Deutschen Historischen Instituts Warschau. Fischer, Frankfurt am Main 2006, ISBN 3-596-16307-2 und Bundeszentrale für politische Bildung (bpb), Schriftenreihe Band 550, 2006, ISBN 3-89331-679-5. (Die Zeit 24/2006: Rezension Die Zeit 2006: Am Leben blieb niemand.)
- Martin Broszat: Nationalsozialistische Polenpolitik 1939–1945. (1965) Oldenbourg, München 2010, ISBN 978-3-486-70382-5.
- Czeslaw Madajczyk, Berthold Puchert: Die Okkupationspolitik Nazideutschlands in Polen 1939–1945. Pahl-Rugenstein, Berlin/Köln 1988, ISBN 3-7609-1198-6.
- Rüdiger Ritter: Arbeitsteiliger Massenmord: Kriegsverbrechen in Litauen während des Zweiten Weltkriegs. In: Timm C. Richter (Hrsg.): Krieg und Verbrechen. Situation und Intention: Fallbeispiele. Villa ten Hompel Aktuell 9, ISBN 3-89975-080-2.
- Michael Wildt: Generation des Unbedingten. Das Führungskorps des Reichssicherheitshauptamtes. Kap. 6: Polen 1939: Die Erfahrung rassistischen Massenmords. 4., durchgesehene und ergänzte Auflage. Hamburger Edition, Hamburg 2003, ISBN 3-930908-87-5, S. 419–485.

### Besatzungspolitik in Polen
- Christoph Kleßmann (Hrsg.): September 1939. Krieg, Besetzung, Widerstand in Polen. Vandenhoeck & Ruprecht, Göttingen 1997, ISBN 3-525-33559-8.
- Jan T. Gross: Revolution from Abroad: The Soviet Conquest of Poland’s Western Ukraine and Western Belorussia. Princeton University Press 2002, ISBN 0-691-09603-1.
- Christoph Kleßmann (Hrsg.): September 1939. Krieg, Besetzung, Widerstand in Polen. Vandenhoeck & Ruprecht, Göttingen 1997, ISBN 3-525-33559-8.
- Jan T. Gross: Revolution from Abroad: The Soviet Conquest of Poland’s Western Ukraine and Western Belorussia. Princeton University Press 2002, ISBN 0-691-09603-1.

## Zum Deutsch-Sowjetischen Krieg
- Wigbert Benz: Der Rußlandfeldzug des Dritten Reiches. Ursachen, Ziele, Wirkungen. Zur Bewältigung eines Völkermords unter Berücksichtigung des Geschichtsunterrichts. 2. Auflage. Haag + Herchen, Frankfurt am Main 1988, ISBN 3-89228-199-8.
- Wolfgang Fleischer: Unternehmen Barbarossa 1941. Podzun-Pallas, Wölfersheim-Berstadt 1998, ISBN 3-7909-0654-9.
- Karl-Heinz Frieser (Hrsg.): Die Ostfront 1943/1944. Der Krieg im Osten und an den Nebenfronten. Deutsche Verlagsanstalt, München 2007, ISBN 978-3-421-06235-2. (Das Deutsche Reich und der Zweite Weltkrieg Band 8). (Rezension von Christoph Dieckmann 2010)
- Christian Hartmann: Unternehmen Barbarossa. Der deutsche Krieg im Osten 1941–1945. C. H. Beck, München 2011, ISBN 978-3-406-61226-8.
- Rolf-Dieter Müller, Gerd R. Ueberschär: Hitlers Krieg im Osten 1941–1945: Ein Forschungsbericht. Erweiterte und vollständig überarbeitete Neuausgabe. Wissenschaftliche Buchgesellschaft, Darmstadt 2000, ISBN 3-534-14768-5.
- Dirk W. Oetting: Kein Krieg wie im Westen. Wehrmacht und Sowjetarmee im Russlandkrieg 1941–1945. Osning Verlag, Bielefeld 2009, ISBN 978-3-9806268-8-0.
- Gerd R. Ueberschär, Wolfram Wette (Hrsg.): Der deutsche Überfall auf die Sowjetunion. „Unternehmen Barbarossa“ 1941. Fischer, Frankfurt am Main 1991, ISBN 3-596-24437-4.

## Zu Wehrmachtsverbrechen
- Birgit Beck: Wehrmacht und sexuelle Gewalt. Sexualverbrechen vor deutschen Militärgerichten 1939–1945. Schöningh, Paderborn 2004, ISBN 3-506-71726-X (Rezension; PDF; 53 kB)
- Wendy Jo Gertjejanssen: Victims, Heroes, Survivors. Sexual Violence On The Eastern Front During World War II. University of Minnesota, Mai 2004 (victimsheroessurvivors.info [PDF; 13,0 MB] Dissertation).
- Karl Glaubauf, Stefanie Lahousen: Generalmajor Erwin Lahousen – Edler von Vivremont. Ein Linzer Abwehroffizier im militärischen Widerstand. LIT-Verlag, Münster 2004, ISBN 3-8258-7259-9.
- Hamburger Institut für Sozialforschung (Hrsg.): Verbrechen der Wehrmacht. Dimensionen des Vernichtungskrieges 1941–1944. 2., erweiterte Auflage. 2002. Hamburger Edition, ISBN 3-930908-74-3.
- Christian Hartmann, Johannes Hürter, Ulrike Jureit (Hrsg.): Verbrechen der Wehrmacht. Bilanz einer Debatte. München 2005, ISBN 3-406-52802-3. (online auf: books.google.de)
- Christian Hartmann: Unternehmen Barbarossa. Der deutsche Krieg im Osten 1941–1945. Kapitel 5 Verbrechen (S. 469–788)[1] 1. Auflage, Oldenbourg 2009.
- Walther Hubatsch (Hrsg.): Hitlers Weisungen für die Kriegführung 1939–1945. Dokumente des Oberkommandos der Wehrmacht. 2. Auflage. Bernard & Graefe Verlag, Koblenz 1983, ISBN 3-7637-5247-1.
- Walter Manoschek: Vernichtungskrieg – Verbrechen der Wehrmacht 1941 bis 1944. In: Dirk Rupnow (Hrsg.): Wehrmachtsausstellung-en im Diskurs. Studien-Verlag, Wien 2002, ISBN 3-7065-1734-5.
- Walter Manoschek: Die Wehrmacht im Rassenkrieg. Der Vernichtungskrieg hinter der Front. Picus Verlag, Wien 1996, ISBN 3-85452-295-9.
- Sönke Neitzel: Abgehört – deutsche Generäle in britischer Kriegsgefangenschaft 1942–1945. Propyläen-Verlag, Berlin 2005, ISBN 3-549-07261-9.
- Dieter Pohl: Verfolgung und Massenmord in der NS-Zeit 1933–1945. Wissenschaftliche Buchgesellschaft, Darmstadt 2003, ISBN 3-534-15158-5.
- Karl Heinrich Pohl (Hrsg.): Wehrmacht und Vernichtungspolitik. Militär im nationalsozialistischen System. Vandenhoeck & Ruprecht, Göttingen 1999, ISBN 3-525-01382-5.
- Heribert Prantl (Hrsg.): Wehrmachtsverbrechen. Eine deutsche Kontroverse. Hoffmann und Campe Verlag, Hamburg 1997, ISBN 3-455-10365-0.
- Rüdiger Ritter: Arbeitsteiliger Massenmord: Kriegsverbrechen in Litauen während des Zweiten Weltkriegs. In: Timm C. Richter (Hrsg.): Krieg und Verbrechen. Situation und Intention: Fallbeispiele. Villa ten Hompel Aktuell 9, ISBN 3-89975-080-2.
- Andreas Toppe: Militär und Kriegsvölkerrecht. Rechtsnorm, Fachdiskurs und Kriegspraxis in Deutschland 1899–1940. Oldenbourg Verlag, München 2007, ISBN 978-3-486-58206-2.
- Gerd R. Ueberschär:
  - Orte des Grauens. Verbrechen im Zweiten Weltkrieg. Primus Verlag, Darmstadt 2003, ISBN 3-89678-232-0.
  - NS-Verbrechen und der militärische Widerstand gegen Hitler. Primus Verlag, 2000, ISBN 3-89678-169-3.
- Wolfram Wette: Die Wehrmacht – Feindbilder Vernichtungskrieg Legenden. S. Fischer Verlag, Frankfurt am Main 2002, ISBN 3-7632-5267-3.
- Ulrich van der Heyden: Die Affäre Patzig. Ein Kriegsverbrechen für das Kaiserreich. Solivagus, Kiel 2021, ISBN 978-3-947064-06-9.

in der Sowjetunion
- Wassili Grossman, Ilja Ehrenburg, Arno Lustiger: Das Schwarzbuch. Der Genozid an den sowjetischen Juden. Rowohlt, Reinbek 1994, ISBN 3-498-01655-5.
- Hannes Heer: Stets zu erschießen sind Frauen, die in der Roten Armee dienen. Geständnisse deutscher Kriegsgefangener über ihren Einsatz an der Ostfront  Hamburger Edition, Hamburg 1995, ISBN 3-930908-06-9.
- Johannes Hürter: Hitlers Heerführer. Die deutschen Oberbefehlshaber im Krieg gegen die Sowjetunion 1941/42. 2. Auflage. Oldenbourg Wissenschaftsverlag, 2007, ISBN 978-3-486-58341-0.
- Hans-Adolf Jacobsen: Kommissarbefehl und Massenexekutionen sowjetischer Kriegsgefangener. In: Martin Broszat, Hans-Adolf Jacobsen, Helmut Krausnick: Anatomie des SS-Staates. Band 2, ISBN 3-423-02916-1.
- Rolf Keller: Sowjetische Kriegsgefangene im Deutschen Reich 1941/42. Behandlung und Arbeitseinsatz zwischen Vernichtungspolitik und kriegswirtschaftlichen Erfordernissen. Göttingen 2011, ISBN 978-3-8353-0989-0. Rezensionen: H-Soz-u-Kult 9. Februar 2012, www.kulturthemen.de 9. Februar 2012
- Rolf-Dieter Müller: Der letzte deutsche Krieg 1939–1945. 2005, ISBN 3-608-94133-9.
- Dieter Pohl: Die Herrschaft der Wehrmacht. Deutsche Militärbesatzung und einheimische Bevölkerung in der Sowjetunion 1941–1944. Oldenbourg Wissenschaftsverlag, München 2008, ISBN 978-3-486-58065-5.
- Alfred Streim: Sowjetische Gefangene in Hitlers Vernichtungskrieg. Berichte und Dokumente 1941–1945. Müller Juristischer Verlag, Heidelberg 1982, ISBN 3-8114-2482-3.
- Alfred Streim: Die Behandlung sowjetischer Kriegsgefangener im „Fall Barbarossa“. Müller Juristischer Verlag, Heidelberg 1981, ISBN 3-8114-2281-2.
- Christian Streit: Die Behandlung der sowjetischen Kriegsgefangenen und völkerrechtliche Probleme des Krieges gegen die Sowjetunion. In: Gerd R. Ueberschär, Wolfram Wette: „Unternehmen Barbarossa“. Der deutsche Überfall auf die Sowjetunion. Überarbeitete Neuausgabe. Frankfurt am Main 1991, ISBN 3-596-24437-4.
- Christian Streit: Keine Kameraden. Die Wehrmacht und die sowjetischen Kriegsgefangenen 1941–1945. Neuausgabe. Dietz, Bonn 1997, ISBN 3-8012-5023-7.

in Südosteuropa
- Hagen Fleischer, Loukia Droulia (Hrsg.): Von Lidice bis Kalvryta. Widerstand und Besatzungsterror. Reihe: NS-Besatzungspolitik in Europa 1939–1945. Band 8, Berlin 1998, ISBN 3-932482-10-7.
- Hagen Fleischer: Im Kreuzschatten der Mächte. Griechenland 1941–1944 (Okkupation – Resistance – Kollaboration). Reihe: Studien zur Geschichte Südosteuropas. Frankfurt am Main / Bern / New York 1986, ISBN 3-8204-8581-3.
- Marlen von Xylander: Die deutsche Besatzungsherrschaft auf Kreta 1941–1945. Einzelschriften zur Militärgeschichte, Band 32, Freiburg 1989, ISBN 3-7930-0192-X.
- Hermann Frank Meyer: Blutiges Edelweiß. Die 1. Gebirgs-Division im Zweiten Weltkrieg. Ch. Links Verlag, Berlin 2008, ISBN 978-3-86153-447-1. (online auf: books.google.com)
- Hermann Frank Meyer: Kommeno: erzählende Rekonstruktion eines Wehrmachtsverbrechens in Griechenland. Köln 1999, ISBN 3-929889-34-X.
- David Leuenburger: „Land der Nichtstuer“: Deutschlands Schuld(en) bei Griechenland – Deutschland gibt sich in der gegenwärtigen EU-Schuldenkrise als untadeliger Schuldenbremser. Dabei sind seine historischen Schulden gegenüber Griechenland mit Geld kaum zu erfassen. Jena Jan. 2012, 58. Ausgabe (PDF; 8,0 MB) des Magazins Unique, 11. Jg., S. 12 f., ISSN 1612-2267.
- Hermann Frank Meyer: Von Wien nach Kalavryta. Die blutige Spur der 117. Jäger-Division durch Serbien und Griechenland. Mannheim/Möhnesee 2002, ISBN 3-933925-22-3.
- Walter Manoschek: „Serbien ist judenfrei“: militärische Besatzungspolitik und Judenvernichtung in Serbien 1941/42. Oldenbourg Wissenschaftsverlag, München 1995, ISBN 3-486-56137-5.

in Italien
- Friedrich Andrae: Auch gegen Frauen und Kinder: der Krieg der deutschen Wehrmacht gegen die Zivilbevölkerung in Italien 1943–1945. Piper, München 1995, ISBN 3-492-03698-8.
- Carlo Gentile: Wehrmacht und Waffen-SS im Partisanenkrieg: Italien 1943–1945. Schöningh, Paderborn 2012, ISBN 978-3-506-76520-8. (Köln, Univ., Diss., 2008.)
- Christiane Kohl: Der Himmel war strahlend blau. Vom Wüten der Wehrmacht in Italien. Reportagenband. Picus, Wien 2004, ISBN 3-85452-484-6.
- Gerhard Schreiber: Deutsche Kriegsverbrechen in Italien. Täter – Opfer – Strafverfolgung. C. H. Beck, München 1996, ISBN 3-406-39268-7.
- Gerhard Schreiber: Die italienischen Militärinternierten im deutschen Machtbereich, 1943–1945. Oldenbourg Wissenschaftsverlag, München 1990, ISBN 3-486-55391-7.

in Westeuropa
- Bernhard Brunner: Der Frankreich-Komplex. Die nationalsozialistischen Verbrechen in Frankreich und die Justiz der Bundesrepublik Deutschland. Wallstein Verlag, Göttingen 2004, ISBN 3-89244-693-8.
- Peter Lieb: Konventioneller Krieg oder NS-Weltanschauungskrieg? Kriegführung und Partisanenbekämpfung in Frankreich 1943/44. Oldenbourg Wissenschaftsverlag, München 2007, ISBN 978-3-486-57992-5.

Beteiligung an der Shoah/Holocaust
- Walter Manoschek: „Wo der Partisan ist, ist der Jude, und wo der Jude ist, ist der Partisan“. Die Wehrmacht und die Shoa. In: Gerhard Paul (Hrsg.): Die Täter der Shoah. Fanatische Nationalsozialisten oder ganz normale Deutsche? Dachauer Symposien zur Zeitgeschichte Band 2, Wallstein Verlag, Göttingen 2002, ISBN 3-89244-503-6.
- Walter Manoschek: Serbien ist judenfrei. Militärische Besatzungspolitik und Judenvernichtung in Serbien 1941/42. R. Oldenbourg Verlag, München 1993, ISBN 3-486-55974-5.

Zwangsarbeit
- Almuth Püschel: Zwangsarbeit in Potsdam: Fremdarbeiter und Kriegsgefangene. Märkischer Verlag, 2002, ISBN 3-931329-37-2.

Vergewaltigungen und Zwangsprostitution
- Birgit Beck: Wehrmacht und sexuelle Gewalt. Sexualverbrechen vor deutschen Militärgerichten 1939–1945. Schöningh Verlag, Paderborn 2004, ISBN 3-506-71726-X.
- Insa Meinen: Wehrmacht und Prostitution während des Zweiten Weltkriegs im besetzten Frankreich. Edition Temmen, Bremen 2002, ISBN 3-86108-789-8.
- Regina Mühlhäuser: Eroberungen – Sexuelle Gewalttaten und intime Beziehungen deutscher Soldaten in der Sowjetunion 1941–1945. Hamburger Edition 2010, ISBN 978-3-86854-220-2.
- David R. Snyder: Sex Crimes under the Wehrmacht. University of Nebraska Press, Lincoln 2007, ISBN 978-0-8032-4332-3.

Geschichtliche Rezeption und Aufarbeitung der Verbrechen
- Detlef Bald, Johannes Klotz, Wolfram Wette: Mythos Wehrmacht. Nachkriegsdebatten und Traditionspflege. Aufbau Verlag, Berlin 2001, ISBN 3-7466-8072-7.
- Christian Gerlach, Johannes Klotz, Reinhard Kühnl: Vorbild Wehrmacht? Wehrmachtsverbrechen, Rechtsextremismus und Bundeswehr. Papyrossa, Köln 2002, ISBN 3-89438-162-0.
- Wilfried Loth, Bernd-A. Rusinek: Verwandlungspolitik: NS-Eliten in der westdeutschen Nachkriegsgesellschaft. Campus Verlag, Frankfurt am Main 1998, ISBN 3-593-35994-4.
- Walter Manoschek, Alexander Pollak, Ruth Wodak, Hannes Heer (Hrsg.): Wie Geschichte gemacht wird. Zur Konstruktion von Erinnerungen an Wehrmacht und Zweiten Weltkrieg. Czernin Verlag, Wien 2003, ISBN 3-7076-0161-7.
- Alexander Pollak: Die Wehrmachtslegende in Österreich. Das Bild der Wehrmacht im Spiegel der österreichischen Presse nach 1945. Böhlau Verlag, Wien 2002, ISBN 3-205-77021-8.

## Zum Krieg im Pazifik
- Thomas J. Cutler: Entscheidung im Pazifik. Ullstein, Berlin / Frankfurt am Main 1996, ISBN 3-550-07081-0.
- Gerhard Krebs u. a.:  Der Krieg im Pazifik 1943–1945. In: Das Deutsche Reich und der Zweite Weltkrieg. Hrsg. v. deutschen Militärgeschichtlichen Forschungsamt. Band 7, Deutsche Verlags-Anstalt, Stuttgart 2001, ISBN 3-421-05507-6, S. 643–771.
- Andrew Wiest, Gregory L. Mattson: Krieg im Pazifik 1941–1945. Tosa, Wien 2002, ISBN 3-85492-483-6.

## Politische Aufarbeitung nach Kriegsende
- Gar Alperovitz: Hiroshima. Die Entscheidung für den Abwurf der Bombe. Hamburg 1995 (engl. Orig. 1995).
- Boris Barth: Genozid – Völkermord im 20. Jahrhundert. Geschichte, Theorien, Kontroversen. Beck, München 2006, ISBN 3-406-52865-1.
- Wolfgang Benz: Ausgrenzung Vertreibung Völkermord. Genozid im 20. Jahrhundert. dtv, München 2006, ISBN 3-423-34370-2.
- John Cooper: Raphael Lemkin and the Struggle for the Genocide Convention. Palgrave Macmillan, London 2008, ISBN 0-230-51691-2. (zur Konvention über die Verhütung und Bestrafung des Völkermordes, Raphael Lemkin)
- Jörg Echternkamp: Soldaten im Nachkrieg. Historische Deutungskonflikte und westdeutsche Demokratisierung 1945–1955 (= Beiträge zur Militärgeschichte. Band 76). de Gruyter Oldenbourg Verlag, München 2014, ISBN 978-3-11-035122-4.
- Klaus-Dietmar Henke: Die amerikanische Besetzung Deutschlands. München 1995.
- Ulrich Herbert, Axel Schildt (Hrsg.): Kriegsende in Europa. Vom Beginn des deutschen Machtzerfalls bis zur Stabilisierung der Nachkriegsordnung 1944–1948. Essen 1998.
- Jörg Hillmann, John Zimmermann (Hrsg.): Kriegsende 1945 in Deutschland. München 2002.
- Hans von Mangoldt, Volker Rittberger, Franz Knipping (Hrsg.): Das System der Vereinten Nationen und seine Vorläufer. Unter Mitarbeit von Martin Mogler und Stephan Wilske. 3 Bände in 2 Teilbänden. Stämpfli + CIE AG, Bern 1995, ISBN 3-7272-9374-8 und C. H. Beck, München 1995, ISBN 3-406-39107-9.